# Unia Środkowoeuropejska

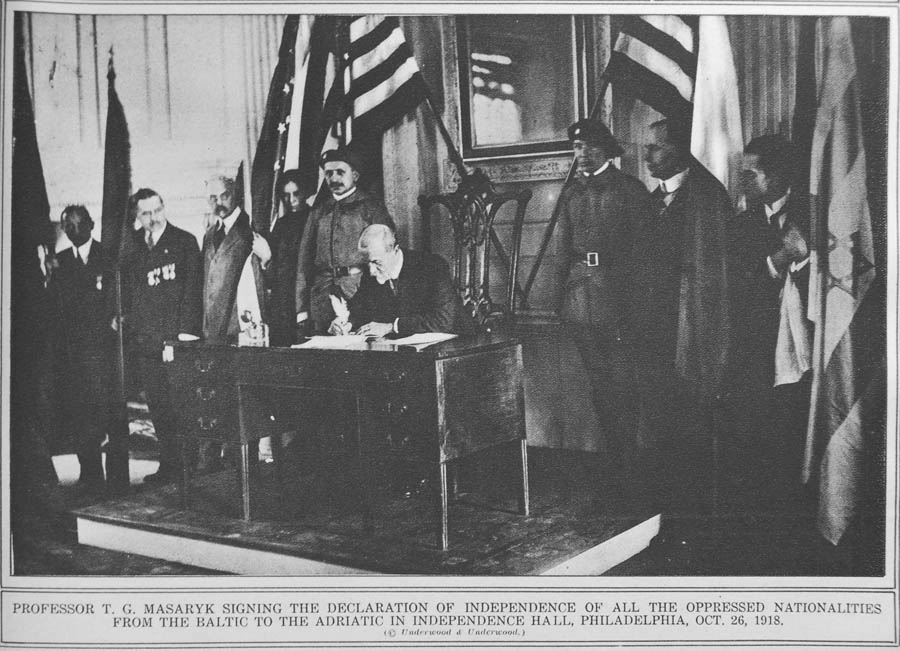
Masaryk w Independence Hall

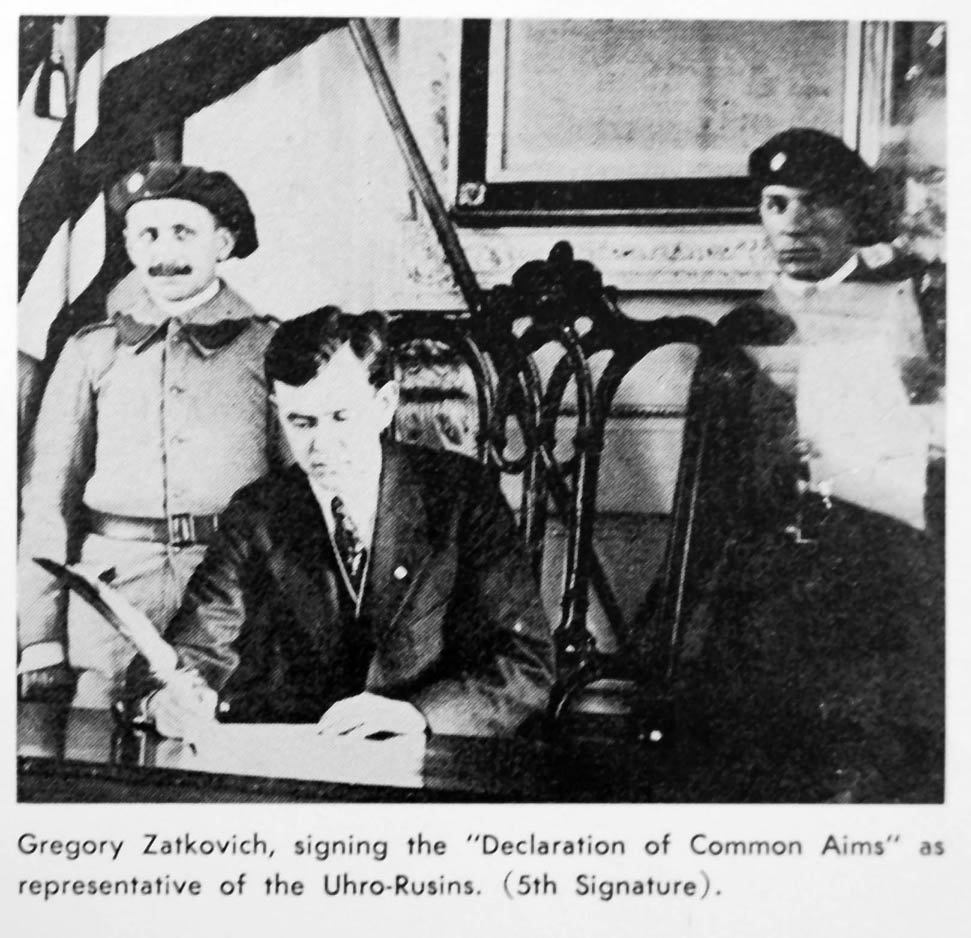
Podpis pod Porozumieniem przywódcy Rusinów, Grigorija Żatkowicza

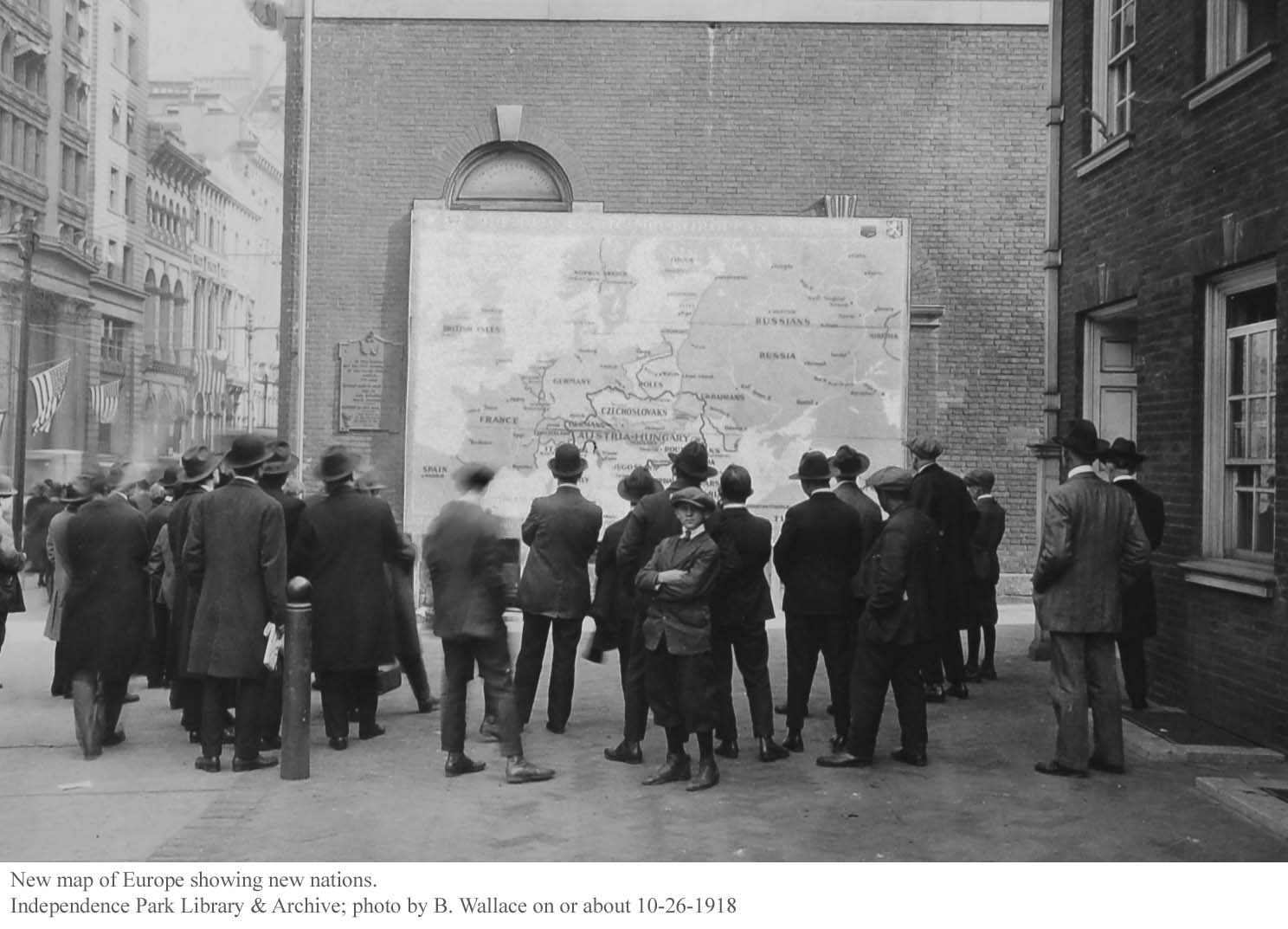
Nowa mapa Europy w 1918

Unia Środkowoeuropejska (ang. Mid-European Union, zwana także Demokratyczną Unią Środkowoeuropejską) – stowarzyszenie polityczne Narodów Europy Środkowej po I Wojnie Światowej powołane do życia w Stanach Zjednoczonych 16 września 1918 roku.
Unia powołana „W celu negocjowania sporów terytorialnych między wschodzącymi krajami Europy Środkowej” oraz do prac na rzecz utworzenia federacji państw lub ich bliskiego sojuszu. W skład Unii miały wchodzić wyzwolone narody z trzech upadłych mocarstw: Niemiec, Rosji i Austro-Węgier.
20 września 1918 roku prezydent USA Woodrow Wilson, przyjął delegację Unii z Tomášem Masarykiem na czele i otrzymał od niej rezolucję.
26 października 1918 roku Tomáš Masaryk ogłosił Deklarację Wspólnych Celów Stowarzyszenia na rzecz niepodległości Czechosłowaków, Polaków, Jugosłowian, Ukraińców, Rusinów zakarpackich, Litwinów, Rumunów, Albańczyków, Syjonistów oraz Ormian, a także irrendentystów z Włoch oraz Grecji. Podpisanie deklaracji odbyło się podczas spotkania w Filadelfii w Pensylwanii w Independence Hall.
W latach 1918–1922 Józef Piłsudski próbował realizować federacyjne projekty, a także różne stronnictwa i środowiska polityczne przedstawiały swoje koncepcje Unii Państw Słowiańskich, konfederacji środkowo-europejskiej państw „Międzymorza”, jako zabezpieczenie przed imperialną polityką Niemców i Sowietów.